# Universum (Roman)
Universum ist ein Science-Fiction-Roman des deutschen Schriftstellers Phillip P. Peterson, welcher am 29. September 2021 beim Verlag FISCHER Tor veröffentlicht wurde. Der Roman beschreibt die Reise eines menschlichen Raumschiffes durch das Universum über die Grenzen von Raum und Zeit hinweg.

## Handlung
Mike Warnock will mit seiner Familie ein neues Leben auf einer wenig bevölkerten Kolonie auf dem abgelegenen Planeten Omicron 3 beginnen. Aufgrund des konfliktbehafteten Abwurfes der Nova-Bombe auf fünf Millionen Zivilisten auf Tau Ceti 2 und der Auslöschung des ganzen Planeten in einem vergangenen Krieg schlägt ihm größtenteils Hass und nur wenig Mitverständnis seiner Mitmenschen entgegen. An Bord des Raumschiffes Challenger mit einem auf dem Casimir-Effekt basierenden Antrieb wird Mike aber zunächst nicht erkannt und freundet sich mit Gerry Paine und seiner Familie an. Ebenfalls an Bord sind der immerzu schweigende Ex-Häftling Ferguson, der Ingenieur Baumann, der Soldat Manny Wheeler und die anschließend in den Ruhestand gehende Kommandantin Christine Dillinger sowie Bordingenieur del Toro. Christine erkennt Mike nach einer Weile wieder, später erzählt dieser Gerry die Wahrheit und zerbricht dadurch ihre neue Freundschaft. Während des Fluges mit extremer Zeitdilatation, welche vom Casimir-Feld für die Außenwelt kompensiert wird, kommt es zu einem extrem selten auftretenden Fehler, bei dem dieses nicht wieder abgebaut werden kann. Daraufhin schießt die Challenger rasend am Ziel vorbei und weiter in die Zukunft.
Nachdem keine schnelle Lösung gelingt und die Challenger schon Jahrzehnte in die Zukunft gereist ist, gibt die Besatzung die Hoffnung langsam auf. Christine gibt den Befehl zur Verriegelung der Brücke und Mike wird erkannt, woraufhin zahlreiche Konflikte an Bord ausbrechen. Bei fehlgeschlagenen Reparaturarbeiten wird versehentlich ein zweites Casimir-Feld um das Raumschiff erzeugt, welches die Zeitdilatation extrem verstärkt. Baumann stellt sich zwar als besser fähig zur Reparatur als del Toro heraus, jedoch verhindern Sturheit und Trotz der Führung ihm zunächst den Zugang zum Maschinenraum. Die über alle Ideen und Pläne nicht informierte Besatzung plant inzwischen eine Meuterei und einen Sturm der Brücke. Es kommt zu einer kurzen Eskalation, nach welcher der Besatzung alles erklärt wird. Mike hat sich durch Verhinderung der Meuterei das Vertrauen von Christine verdient und wird zum Verbindungsmann zwischen Besatzung und Kommando ernannt. Baumann wird in den Maschinenraum gelassen und es kommt zu einer hitzigen Diskussion über das richtige Vorgehen mit del Toro. Als die Challenger daraufhin endlich anhält, ist der Weltraum draußen weiterhin komplett schwarz und die Besatzung erkennt, so weit in die Zukunft gereist zu sein, dass inzwischen keine Sterne mehr existieren. Durch ein ungleich starkes Casimir-Feld ist das Raumschiff jedoch im Kreis geflogen und daher noch weiterhin in der Nähe der Milchstraße, aus dessen Kern ein unmoduliertes Signal zwischen der Emissionsfrequenz von Wasserstoff und Hydroxyl empfangen wird. Das Raumschiff fliegt dem Signal entgegen.
Nahe des galaktischen Kerns erreicht die Challenger eine verlassene Raumstation, an welcher das ebenfalls verlorengegangene Raumschiff Artania angedockt ist. Alles ist klinisch rein und selbst die Leichen von dessen Besatzung sind komplett frisch, als Ursache stellen sich Nanoroboter heraus. Es stellt sich heraus, dass eine Maschine an Bord der Raumstation zur Erzeugung von Wurmlöchern fähig ist, durch welche wohl die gesamte Menschheit nach dem Tod aller Sterne in ein neues Universum entkommen sind und welche die Besatzung der Artania nicht bedienen konnte. Die Besatzung der Challenger versucht es selbst und ist zunächst erfolgreich, die durch das Wurmloch erreichten Universen unterscheiden sich aber teilweise stark vom eigenen. Mike wird für den ersten Testflug ausgewählt, jedoch meldet sich der bisher zurückgehaltene Ferguson freiwillig und kommt anschließend brutal zu Tode. Mike ist nun an der Reihe und erreicht ein Universum mit viel zu kleiner Größe, in welchem sein Raumschiff in jeder Richtung selbst wieder sichtbar ist. Knapp überlebt Mike den Testflug. Wheeler schafft es anschließend nicht schnell genug zurück, daher wird das Wurmloch geschlossen. Bei der erneuten Öffnung ohne Änderung der Parameter ist das Universum zwar exakt wie zuvor, aber das Raumschiff mit Wheeler ist komplett verschwunden. Unter weiteren Opfern wird die Erkundung fortgesetzt. Alle sind völlig ratlos, wie die eingegebenen Parameter das erreichte Universum festlegen. Die Universen haben eine zylinderförmige Topologie, expandieren viel zu schnell und scheinen zu rotieren (Gödel-Universum). Inzwischen komplett hoffnungslos begehen Gerry und seine Familie gemeinsam Suizid. Mike erkennt jedoch früh genug die wahre Bedeutung seines letzten Kommentars an ihn und kommt greift gerade rechtzeitig ein, um seine Frau und seine Tochter zu retten. Letztendlich enthüllt ein Blick auf die voreingestellten Zahlen die Funktionsweise der Anlage, welche komplett neue Universen erzeugt, statt bereits bestehende zu verbinden. Die Parameter geben dabei die Werte der Naturkonstanten an. Die Besatzung erzeugt ein Universum ganz wie das eigene und reist darin zur ebenfalls völlig analog entstandenen Erde. Durch einen Berechnungsfehler liegt die Ankunftszeit jedoch sechs Millionen Jahre vor der Abflugzeit im letzten Universum, daher bevölkern immer noch Menschenaffen die Erde. Die Besatzung beschließt eine Reise auf einen Exoplaneten, um die natürliche Entwicklung der Menschheit nicht zu stören. Dort baut Mike eine Hütte aus Holz und Christine ist entsprechend zufrieden mit ihm.

## Hintergrund
Der sehr kleine Toleranzbereich der Naturkonstanten gegenüber Änderungen, sodass das Universum in der momentanen Form nicht mehr existieren würde, ist in der Kosmologie als Feinabstimmung der Naturkonstanten bekannt.

## Kritik
Gunther Barnewald von phantastiknews.de schreibt, Phillip P. Peterson gelinge „das Kunststück, sowohl eine spannende Geschichte zu erzählen, als auch kantige (weil schwer angeschlagene) Charaktere zu entwickeln“. Diese „brillieren in einer extrem spannenden Handlung“. Der Roman „macht einfach großen Spaß, der Spannungsbogen wird [....] mühelos aufrechterhalten“ und ist eine „tolle Geschichte, brillant erdacht und gut erzählt“.
Götz Piesbergen und Carsten Kuhr von phantastisch-lesen.com sind in ihren Rezensionen unterschiedlicher Ansicht. In der ersten Rezension heißt es, der Roman „fängt vielversprechend an“ und biete „die perfekten Zutaten dafür, [....] einen spannenden Katastrophenroman zu machen“. Danach beginne der Roman jedoch „zu entgleisen“ und biete „keinerlei Reibung mehr“; Teile der zweiten Hälfte seien „auswalzt“ und führen „zu nichts als Langeweile“. Insgesamt bietet der Roman „das Potential zu einer spannenden Geschichte und Lektüre“, doch „die Umsetzung lässt zu wünschen übrig“. In der zweiten Rezension heißt es, die Entwicklungen werden mit „ungewöhnlicher atmosphärischer Dichte“ in einer „packenden Story“ geschildert. Die Charaktere „leiden nicht nur verständlicherweise an der Situation, sondern unter persönlichen Problemen“ und das „Unglück lässt ihre Dilemmata noch deutlicher zu Tage treten“.